# Patriota (rapero)
Brian Sánchez (nacido el 29 de diciembre de 1990 en Bogotá, Colombia), más conocido como Patriota, es un rapero colombiano, y se encuentra dando sus pasos como productor. Reconocido a nivel nacional a pesar de su corto recorrido musical. Sus letras se basan en experiencias tanto sociales como personales. Influenciado inicialmente por Tupac, uno de los pioneros de la música rap. 

## Historia
Comienza en el año 2001 como grafitero del barrio Kennedy en la ciudad de Bogotá, luego en el año 2006 comienza su camino como Mc, con su primer mixtape "Mi calle es tu calle", luego en el año 2008 entra en uno de los sellos musicales de rap más reconocidos en dicho barrio llamado BTS Record´s, en éste sello coeminza con un demo llamado "Razones", de este demo fueron repartidas 1000 copias en Bogotá, y otras 300 en distintas ciudades de Colombia.
En el año 2009 crea su propio sello discográfico llamado "Path Music" que hace parte como label de BTS Record´s, produciendo a varios artistas de Bogotá, y dos grupos a nivel nacional.
En el año 2010 comienza con su primer álbum llamado "Entre tinieblas", en dicho álbum se encuentra acompañado de "Melanina", uno de los raperos más reconocidos a nivel nacional, "Blackstar", uno de los Mc's que forman parte de la vieja escuela del rap Colombiano, "Escritor Mc", uno de los raperos más exitosos en el año 2010 en Bogotá, y Dj Loopback, uno de los dj´s más destacados en Bogotá.
En el mismo año participa en las eliminatorias del compilado del año del rapero estadounidense "Ll Cool J"', quedando entre los puntajes más altos con su sencillo "Demonios".
En el 2010 realiza su primera gira a nivel nacional llamada "Entre tinieblas 2010", destacándose en ciudades como Manizales, Armenia, Pereira y Medellín, en dicha gira recibe el patrocinio de una organización llamada "South side", una organización no lucrativa enfocada a promover los nuevos talentos colombianos.

## Discografía
Mi calle es tu calle Mixtape
1. Mi calle es tu calle
2. Una bala perdida
3. Muerte natural
4. Raqueter´s of green
5. 2 motivos sin solución

Razones Demo
1. Razones
2. Partida inesperada
3. La muerte

Entre tinieblas
1. Intro
2. Entre tinieblas ft. Blackstar
3. 4 Caminos
4. Una noche ft. Melanina
5. Demonios
6. Terrorismo
7. Neighborhood
8. Mundo vacío ft. Escritor Mc
9. Porque partir
10. Todo tiene su fin
11. Solo recuerdos
12. Tan solo una mirada
13. Razones (Remix)
14. La muerte (Remix)
15. Outro (Dj Loopback)